# NGC 7358
NGC 7358 ist eine linsenförmige Galaxie vom Hubble-Typ S0 im Sternbild Tukan am Südsternhimmel. Sie ist schätzungsweise 145 Millionen Lichtjahre von der Milchstraße entfernt.
Das Objekt wurde am 5. September 1826 vom schottischen Astronomen James Dunlop entdeckt.